# Subways of Your Mind
Subways of Your Mind는 1983년에 녹음된 독일의 록 밴드 FEX의 노래이다. 2024년에 발굴되기까지, 정황상 1980년대에 제작된 것으로 추정되었을 뿐, 출처나 곡명, 가수명, 발매일자 등 모든 정보가 미스터리였다는 점에서 인터넷에서 가장 미스터리한 노래 (The Most Mysterious Song on the Internet)로 불렸다. 노래를 들은 네티즌들이 추정하여 옮겨적은 가사를 따서 "Like the Wind", "Blind the Wind", "Check It In, Check It Out", "Take It In, Take It Out" 등으로 다양하게 제목이 붙여져 불리기도 한다.
해당곡은 1983년~1984년경 서독의 라디오 방송인 북부독일방송 (NDR)에서 흘러나온 노래를 다시 녹음한 것이며, 정확한 녹음일자 역시 알 수 없다. 2019년부터 이 곡의 존재가 알려지면서 일종의 바이럴 인터넷 밈으로까지 발전하여, 레딧이나 디스코드를 비롯한 영미권 네티즌들이 곡의 정체를 밝히기 위한 노력에 다함께 힘을 보탰다.

## 배경

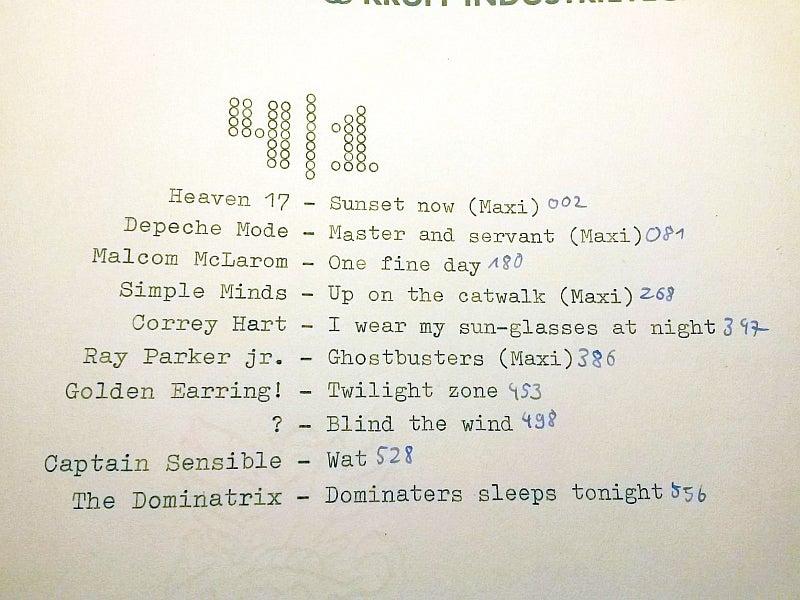
에 녹음된 곡 목록. 중간에 가수명이 불명으로 표시된 '인터넷에서 가장 미스터리한 노래'가 보인다. 여기서는 제목이 "Blind the Wind"라 되어 있다.

2019년 9월 《롤링 스톤》지의 기사에 따르면, '인터넷에서 가장 미스터리한 노래'는 다리우스 S. (Darius S.)란 독일 남성이 공영 라디오 방송인 NDR의 라디오 프로그램에서 흘러나온 노래를 녹음해둔 것이라고 한다. 해당 곡은 카세트테이프에 녹음되었으며 XTC, 더 큐어 등의 곡도 함께 실려 있다고 전해졌다. 녹음 시기는 1984년으로 추정되었는데, 카세트 속에 들어간 대부분 곡들이 1984년 즈음에 발매된 곡이기 때문이다. 여기에 녹음에 사용되었을 가능성이 가장 높은 테크닉스사의 테이프덱이 1984년에 생산되었기 때문에, 최소한의 방송 시점이 그 때 즈음이라는 추정에 한몫했다. 다만 다리우스 본인이 노래를 깔끔하게 녹음해서 듣기 위해 방송 진행자의 코멘트를 일부러 날려버렸기 때문에, 곡 제목 소개는 물론 정확한 방송일자와 프로그램 제목은 미궁 속으로 빠지게 되었다.
1985년 다리우스는 자신이 소장하고 있던 노래 테이프 가운데서도 누가 부른건지 몰랐던 노래들만 따로 추려서 플레이리스트를 만들었고, 2004년에는 그 곡들을 컴퓨터로 옮겨 .aiff와 .m4a 확장자로 된 디지털 음악파일로 변환하였다. 이후 다리우스의 자매였던 리디아 H.가 생일 선물로 다리우스에게 개인 홈페이지 주소를 선물하였고, 다리우스는 그대로 홈페이지를 개설하여 자신의 플레이리스트 속 노래가 무엇인지 수소문하려는 용도로 사용하였다.
2007년 3월 18일, 리디아는 그간의 노력에도 정체를 알 수 없었던 남은 한 곡에 대해 인터넷상에 본격적인 질문글을 올리기 시작했다. 처음에는 de.rec.musik.recherche이라는 유즈넷 채널에서 'Anton Riedel' (안톤 리델)이란 가명을 쓰고 수소문하였으나, 머지않아 'Andreas Eibach' (안드레아스 아이바흐)란 유저의 권유에 따라 노래 검색 기능을 갖춘 웹사이트를 찾아 자리를 옮겼다. 리디아는 독일의 80년대 신스팝 동호회 웹사이트인 best-of-80s.de와 캐나다의 라디오 방송국 102.1 디 엣지의 전용 홈페이지인 spiritofradio.ca 등에 해당곡에 관한 짤막한 정보를 게시하였고, 비로소 이 미스터리한 곡의 존재가 인터넷상에 알려지게 되었다.

## 네티즌 수사
리디아의 첫 정보 게시 이후 한동안은 별로 주목을 받지 못하던 이 곡은, 2019년 들어서 하나의 인터넷 현상으로 불릴 정도로 갑작스러운 화제에 오르게 되었다. 브라질의 10대 네티즌인 가브리에우 다 시우바 비에이라 (Gabriel da Silva Vieira)는 스페인 음반사 데드 왁스 레코드 소속의 니콜라스 수니가 (Nicolas Zuniga)란 사람으로부터 해당 곡에 대한 정보를 접하고서 그 정체가 무엇인지 궁금했고, 유튜브와 레딧 내 음악 관련 커뮤니티에 질문글을 올리다 마침내 r/TheMysteriousSong이라는 전용 서브레딧까지 개설하면서 시작된 것이었다.
2019년 7월 9일 미국의 유튜버 저스틴 왕 (Justin Whang)은 'Tales from the Internet' (인터넷 썰풀이)란 시리즈의 한 에피소드로 이 곡의 정체가 무엇인지, 그 시점에서 어디까지 밝혀졌는지의 과정을 다뤘다. 해당 영상이 인기를 끌면서 더 많은 네티즌들이 곡의 정체를 밝히기 위한 노력에 동참하기 시작하였다. 레딧에서는 독일 관련 서브레딧인 r/Germany에 u/foreveranemptybliss라는 유저가 '제발 이 곡의 정체 좀 밝혀줘' (HELP US IDENTIFY THIS SONG!)며 해당 곡에 관한 포스트를 올렸고, u/johnnymetoo라는 유저는 곡의 풀버전을 처음으로 올렸다. 해당 유저는 리디아가 유즈넷에 올린 게시글 중에서 아직 삭제되지 않은 링크를 통해 곡 원본파일을 찾을 수 있었다고 밝혔다.
이후 네티즌들은 다방면에 걸쳐 수사폭을 넓혀 나갔는데, 그 과정에서 연락이 닿은 사람으로는 해당 곡을 재생한 라디오 방송으로 추정되는 NDR의 프로그램 《젊은이들을 위한 음악》 (Musik Für Junge Leute)의 옛 진행자 폴 배스커빌 (Paul Baskerville)에서부터, 독일의 저작권 관련 정부부처인 GEMA, 그리고 무명의 뮤직비디오를 다수 취급하는 유튜브 채널 '80zforever'도 있었다. 배스커빌은 그 노래가 일종의 데모곡으로서 NDR 방송에서 한번 틀어준 뒤 버려지고 말았을 것이라는 추측으로 답변을 대신했다. 이러한 연락 내역은 스프레드시트로 정리되어 수사일지를 계속 갱신하도록 하였다. 커뮤니티의 공식 디스코드 서버에는 해당 곡과 연관이 있을 것으로 추정되는 수많은 장르의 수많은 미확인, 저자미상의 자료들이 제보로 올라왔다. 이와 동시에 곡 자체가 일종의 인터넷 밈으로 발전하면서, 커버와 리믹스를 하려는 사람도 늘어났다. 미국의 밴드 '메피스토 왈츠'는 "Like The Wind"라는 제목으로 커버하여 2020년 앨범 〈All These Winding Roads〉에 수록하기까지 하였으며, 유튜버 'grbr2006'와 케빈 오즈먼드도 자체 리믹스로 인기를 끌었다.
2020년 7월 9일, 레딧의 u/FlexxonMobil 유저는 1984년 NDR의 《Musik Für Junge Leute》에서 배스커빌이 틀었던 모든 노래 목록을 입수하여 서브레딧에 공개 배포하였다. 그러나 노래 목록을 분석한 결과 문제의 곡은 실려 있지 않다는 사실이 밝혀지면서 방송에서 소개된 적이 없는 것이 아니냐는 설이 힘을 얻기 시작하였다. 이후 2020년 12월 《Musik Für Junge Leute》의 나머지 재생목록이 공개되었고, 대대적인 탐색 결과 해당 프로그램에서 소개된 적이 없다는 것으로 결론이 지어졌다.
2021년 1월에는 커뮤니티에 또다른 라디오 프로그램인 《Der Club》 (클럽)과 《Nachtclub》 (나이트클럽)의 1984년 10월~11월 방송 내역이 올라왔으며, 다리우스와 리디아가 테이프로 녹음한 다른 곡들을 발견할 수 있었다. 특히 BASF 4|1 라는 테이프가 주목받았는데, 수사를 주도하는 네티즌들은 여기에 남은 플레이리스트 내에 '가장 미스터리한 노래'도 들어있을 것으로 추정했다. 디스코드 유저인 Fliere는 문제의 곡 테이프 녹음본을 분석한 결과 10kHz 주파수 라인이 확인되는데, BASF 4|1에 실린 노래와 BASF 4|2의 노래에서도 비슷한 라인이 발견되었다. 이 라인은 당시 NDR의 라디오 방송에서 거의 대부분 존재하였지만 다른 방송에서는 없었던 것으로 밝혀졌으며, 따라서 문제가 된 곡의 출처가 NDR 이외의 Hilversum 등 다른 방송국일 가능성은 사실상 배제되었다.
2021년 11월 2일, 문제의 곡을 처음 입수한 리디아가 서브레딧 커뮤니티를 직접 방문했다. 리디아는 자신의 아들이 사는 아파트의 방 두 개를 보수하다가 테이프로 가득찬 상자 하나를 발견했다고 밝혔다. 대다수의 테이프에는 "Alles mögliche" (가능한 모든 것)이란 라벨이 붙어 있었으며 이는 곧 라디오의 믹스테이프를 전부 가리키기 위해 개인적으로 구분한 것이라고 첨언했다. 중요한 것은 이 테이프 상자 가운데, 문제가 된 곡을 녹음한 테이프가 하나 더 있었고 음질이 조금 더 나아진 버전이라는 사실도 발견했다는 것이었다. 해당 테이프의 플레이리스트는 이전의 것과 완전히 달랐기에, 라디오 방송에서 딱 한번 틀고 말았을 것이라는 기존의 추측과는 달리 여러 번 재생되었을 가능성이 제기되었다.

## 발견
2024년 11월 4일, 레딧의 u/marijn1412 유저는 이 곡이 독일 록 밴드 FEX의 "Subways of Your Mind"라는 것을 확인했다고 주장했다. 이 유저는 덜 알려진 음악가를 소개하는 연례 행사인 Hörfest에 참여한 밴드를 조사하다가, 독일 신문 Nordwest-Zeitung에 명단이 올라온 FEX 멤버에게 연락했고, FEX가 이 곡의 제작자이며 이 곡을 재발매할 계획이라고 확인했다. FEX의 멤버 미하엘 헤드리히(Michael Hädrich)는 독일 타블로이드지 Tz와 인터뷰해서 이 사실을 확인했고, 밴드의 리드 싱어 투레 뤼크바르트(Ture Rückwardt)도 Kieler Nachrichten과 인터뷰하면서 이 사실을 더욱 뒷받침했다. 2024년 11월 7일, 밴드의 원래 멤버 4명 중 3명인 헤드리히, 뤼크바르트와 베이시스트 노르베르트 치르만(Norbert Ziermann)은 이 곡을 킬에 있는 라디오 방송국 NDR 1 Welle Nord에서 어쿠스틱 버전으로 연주했다. 이 곡의 발견은 데모가 녹음된 지 40년, 원곡을 찾기 시작한 지 17년, 인터넷에서 인기를 얻은 지 5년 만에 이루어졌다.

## 같이 보기
- 인터넷 밈 목록